# Toray Pan Pacific Open 1993 - Doppio
Il doppio del torneo di tennis Toray Pan Pacific Open 1993, facente parte del WTA Tour 1993, ha avuto come vincitrici Martina Navrátilová e Helena Suková che hanno battuto in finale Lori McNeil e Rennae Stubbs con il punteggio di 6–4, 6–3.

## Teste di serie
1. Gigi Fernández /  Nataša Zvereva (semifinali)
2. Larisa Neiland /  Jana Novotná (semifinali)

1. Martina Navrátilová /  Helena Suková (campionesse)
2. Lori McNeil /  Rennae Stubbs (finale)

## Tabellone

### Legenda
| - Q = Qualificato - WC = Wild card - LL = Lucky loser | - ALT = Alternate - SE = Special Exempt - PR = Protected Ranking | - w/o = Walkover - r = Ritirato - d = Squalificato |